# آنا ماری چه
آنا ماری چه (مجاری: Cseh Anna Marie؛ زادهٔ ۱۷ سپتامبر ۱۹۷۷) مدل و بازیگر اهل مجارستان است. وی از سال ۱۹۹۵ میلادی تاکنون مشغول فعالیت بوده‌است.
از فیلم‌ها یا برنامه‌های تلویزیونی که وی در آن نقش داشته‌است می‌توان به جوانی اشاره کرد.